# تشيبو ايه آي
تشيبو ايه آي (بالصينية: 智谱AI) هي شركة تكنولوجيا صينية متخصصة في الذكاء الاصطناعي. اعتبارًا من عام 2024، تُعد واحدة من شركات "نمور الذكاء الاصطناعي" في الصين وفقًا للمستثمرين، وتُصنَّف على أنها ثالث أكبر لاعب في سوق النماذج اللغوية الكبيرة في صناعة الذكاء الاصطناعي في الصين وفقًا لمؤسسة البيانات الدولية (IDC).